# Metal Slug: 2nd Mission
Metal Slug: 2nd Mission (メタルスラッグ セカンドミッション?, Metaru Suraggu Sekando Misshon) è un videogioco di genere sparatutto a scorrimento sviluppato da Ukiyotei e pubblicato da SNK per la console portatile Neo Geo Pocket Color nel 2000 come parte della serie Metal Slug. Rappresenta il sequel di Metal Slug: 1st Mission, uscito l'anno precedente.
Il 18 marzo 2021 è stato reso disponibile all'interno della compilation Neo Geo Pocket Color Selection Vol. 1 per Nintendo Switch.

## Trama
Il successo della prima missione in cui la squadra delle forze speciali dei Falchi Pellegrini (Peregrine Falcons) ha avuto la meglio contro il contrabbando di armi dello Stato sembra oramai essere finita nel dimenticatoio, tuttavia la pace non è destinata a durare a lungo. Infatti una forza d'attacco speciale denominata "Phantom" guidata dal tenente colonnello Macba dell'esercito ribelle, ha iniziato una campagna di insurrezione e ha preso in ostaggio molti soldati appartenenti alle forze governative.
Nonostante la situazione non sia delle migliori, si scopre un ulteriore verità scioccante, ovvero che l'esercito di ribelli si è alleato con gli alieni per sviluppare assieme nuove armi tramite l'utilizzo di tecnologie sconosciute all'uomo. Le condizioni oramai critiche, lasciano solo spazio ai Falchi Pellegrini che devono assediare la base nemica e salvare gli ostaggi prima che sia troppo tardi.

## Modalità di gioco
Metal Slug: 2nd Mission presenta uno stile di gioco molto simile a quello degli altri titoli di Metal Slug, tuttavia a differenza del predecessore Metal Slug: 1st Mission sono stati migliorati i controlli e la grafica, riadattandoli all'hardware del Neo Geo Pocket Color.
Esattamente come nel capitolo precedente la vita viene rappresentata tramite una barra che indica i punti ferita. Il sistema per lanciare le granate introdotto in 1st Mission, che prevedeva lo scambio dell'arma in dotazione per lanciare le bombe, è stato sostituito con quello originale e nel caso il Metal Slug venga distrutto il giocatore non morirà automaticamente. Una novità riguarda un nuovo veicolo pilotabile, il Sub Slug, un piccolo sottomarino che può essere utilizzato per percorrere le aree ambientate sott'acqua e che per attaccare lancia dei siluri invece di fare fuoco con la classica torretta Vulcan, tipica degli altri Slug.
Altro cambiamento apportato rispetto al prequel sono i personaggi giocabili, infatti Hero non compare con un ruolo attivo nel gioco (appare brevemente nel filmato iniziale dove lo si vede paracadutarsi al termine della sua missione nel primo capitolo) ed è stato sostituito da altri due compagni di squadra, i cui nomi in codice sono rispettivamente Gimlet e Red Eye. Il primo è un giovane uomo, recluta con l'intenzione di scoprire gli obiettivi dell'esercito ribelle riuscendo ad ottenere delle informazioni molto importanti da un ostaggio da lui salvato, scoprendo il contatto avvenuto tra i nemici e gli alieni. Il secondo è una ragazza, membro delle forze speciali, scopre anche lei la minaccia aliena tramite l'avvistamento di un UFO presente in una base. Inoltre completando tutte le trentotto missioni si sbloccherà un terzo personaggio giocabile di nome Tequila, un soldato travestito da ribelle che fornirà al giocatore l'abilità di selezionare il livello in cui desidera accedere.

## Sviluppo
Metal Slug: 2nd Mission fu annunciato da SNK nei primi mesi del 2000. Il gioco avrebbe dovuto presentare il supporto tramite il Link Cable per rendere disponibile una modalità multigiocatore per due persone, tuttavia questa caratteristica non è presente nella versione finale. Furono confermati invece la risoluzione dei problemi legati al frame rate che causava rallentamenti nel primo capitolo ed una grafica migliorata con sprite e sfondi più dettagliati.

## Accoglienza
| Testata       | Giudizio |
| ------------- | -------- |
| IGN           | 9/10     |
| Defunct Games | A        |

Il gioco ha ricevuto recensioni positive da parte della critica.
Craig Harris di IGN gli diede un 9 e affermò che Metal Slug: 2nd Mission è una killer application per il Neo Geo Pocket Color da acquistare anche per chi avesse già l'originale. Sono state aggiunti moltissimi elementi alla serie, più armi, veicoli extra, percorsi alternativi ed un personaggio in più. Con tutti i rompicapo ed i picchiaduro per la console, è divertente inserire la cartuccia di un gioco d'azione senza pensieri, reputandolo uno dei migliori di tutto il parco titoli della portatile di SNK. Le uniche note negative a detta del recensore sono i comandi data l'impossibilità di sparare in alto di fronte ai nemici e l'assenza di una modalità multigiocatore ma nonostante questi difetti lo reputò un seguito degno ed un gioco d'azione eccezionale.
Brad Davey di Defunct Games gli diede una A, ritenendolo un'esperienza meravigliosa, più vasto, veloce, difficile e coinvolgente di 1st Mission. Il recensore descrisse che trovare tutti gli ostaggi era una vera sfida ed i tanti percorsi alternativi rendevano il tutto più longevo e divertente. Le nuove aggiunte fatte al sistema di gioco le vide come eccellenti e che avrebbero invogliato all'acquisto anche chi già possedeva il primo capitolo. Apprezzò anche la differenza tra i due personaggi giocabili, ognuno dei quali presentava un diverso equipaggiamento e che avrebbe reso il gioco quasi diverso.